# Nusch-Nuschi

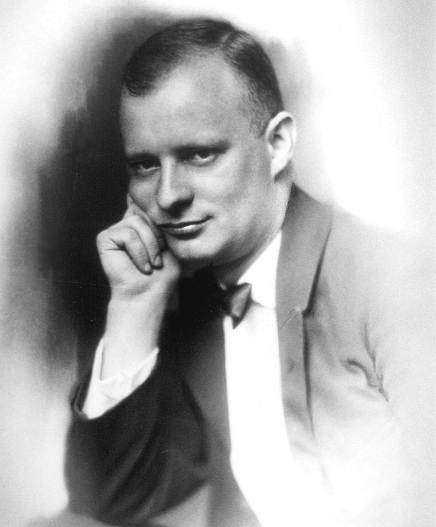
Paul Hindemith 1923

Das Nusch-Nuschi är en opera i en akt med musik av Paul Hindemith och libretto av Franz Blei.
Operan har undertiteln Ett stycke för burmesiska marionetter i en akt (Ein Spiel für burmanische Marionetten in einem Akt). Det är ett scenverk med både sångare och dansare. Det var det andra verket i en triptyk av expressionistiska en-aktsoperor operas, där de andra var Mörder, Hoffnung der Frauen och Sancta Susanna. Det var Hindemiths första operor. De två första hade premiär i Stuttgart den 4 juni 1921, alla tre framfördes på Frankfurtoperan 1922.

## Om operan
Hindemith upplevde första världskriget som soldat i Belgien och norra Frankrike. Efter kriget blev han intresserad av expressionismen. Det var en period av stora förändringar i samhället och Hindemith beskrev det som om "den gamla världen exploderade".
Das Nusch-Nuschi bygger på pjäsen med samma namn av Franz Blei från 1904, med undertiteln "Ett stycken för burmesiska marionetter". Blei var en stor beundrare av Richard Wagner i sin ungdom, men kom senare att engagera sig i den satiriska tidskriften Simplicissimus och skrev pjäser till kabarén Die Elf Scharfrichter  i München samt fokuserade på docksatir.
Till formen är Das Nusch-Nuschi en operaparodi som gick hårt åt Puccini, Richard Strauss och Wagner. Särskilt driften med Wagner chockerade den tyska operapubliken och betraktades som ett nationellt helgerån, så det lilla marionettspelet fick dåligt rykte från första början. 1958 drog Hindemith tillbaka trilogin.
Svensk premiär på Ystadoperan den 18 juli 1983.

## Personer
| Roller                                    | Stämma      | Premiärbesättning, 4 juni 1921 (Dirigent: Fritz Busch) |
| ----------------------------------------- | ----------- | ------------------------------------------------------ |
| Rag-weng                                  | berättare   |                                                        |
| Nusch-Nuschi, ett mytologisk odjur        | stum roll   |                                                        |
| Zatwai, förförare av kejsarens fyra fruar | stum roll   |                                                        |
| Tum Tum, Zatwais tjänare                  | tenor buffo | Heinrich Lohalm                                        |
| Kejsare Mung Tha Bya                      | bas         | Albin Swoboda, Jr.                                     |
| Kyce Waing, en arméchef                   | bas         | Reinhold Fritz                                         |
| Bangsa                                    | sopran      | Erna Ellmenreich                                       |
| Osasa                                     | sopran      |                                                        |
| Ratasata                                  | sopran      |                                                        |
| Twaise                                    | kontraalt   |                                                        |
| Susulü                                    | tenor       | Felix Decken                                           |
| Kamadewa                                  | tenor       |                                                        |
| Ceremonimästaren                          | bas         |                                                        |
| Bödeln                                    | bas         |                                                        |
| Tiggaren                                  | bas         |                                                        |
| Förste dansaren                           | sopran      |                                                        |
| Andre dansaren                            | sopran      |                                                        |
| Förste jungfrun                           | sopran      |                                                        |
| Andra jungfrun                            | sopran      |                                                        |
| Tredje jungfrun                           | kontraalt   |                                                        |
| Förste poeten                             | tenor       |                                                        |
| Andre poeten                              | bas         |                                                        |
| Förste härold                             | bas         |                                                        |
| Andre härold                              | tenor       |                                                        |
| Första apan                               | tenor       |                                                        |
| Andra apan                                | tenor       |                                                        |

## Handling
På uppdrag av sin herre Zatwai skall Tum-Tum enlevera en kvinna från kejsarens harem, men alla kejsarens fyra hustrur vill följa med honom för att bli älskade av den sköne Zatwai. Tum-Tum, som anar oråd, börjar söka efter en ny herre. Kamadewa, begärets gud, förutspår att Tum-Tum kommer att få tur eftersom denne har hjälpt kejsarens hustrur att finna lust. Sedan försvinner Kamadewa igen, men han lämnar kvar sitt riddjur, en nusch-nuschi, "till hälften råtta och till hälften kajman". En full general skräms av nusch-nuschi, men Tum-Tum hjälper honom och blir som tack anställd. Kejsarens fyra hustrur blir tillfredsställda hos Zatwai. Men Tum-Tum anklagas för enleveringen och det blir rättegång. Han skyller på att han bara har lytt sin herres befallning. Kejsaren befaller att generalen skall kastreras. Bödeln återvänder efter outrättat värv och lämnar följande besked: "Det var inte längre nödvändigt." Kamadewa uppenbarar sig i triumf. Endast en gammal tiggare erinrar om den världsliga kärlekens och lustans förgänglighet.

## Musiken
Hindemith komponerade operan 1920 och slutförde verket den 14 augusti samma år. Det är ett lekfullt verk med inslag av slapstick, i kontrast till de andra verket i triptyken. Operan är i tradition med commedia dell'arte med dess stereotypa karaktärer. Det är en satir av europeiska dramer och operor. Hindemith använder traditionella musikformer, ofta som parodi. Ett citat från Wagners Tristan och Isolde: Kung Markes "Mir dies!", ansågs som helgerån av några av Hindemiths samtida.
Hindemith citerar också från Till Eulenspiegels lustige Streiche av Richard Strauss, samt parodierar den exotiska klangbilden från Gustav Mahlers Das Lied von der Erde med celesta, mandolin, harpa och engelskt horn. Han kontrasterar ljuv musik med "skriken från två tama apor" och parodierar Max Regers "neo-barocka" stil med en grotesk "koralfuga".